# オカルト異世界ばなし
『オカルト異世界ばなし』（オカルトいせかいばなし）は、角由紀子（原作）グラハム子（作画）による日本の漫画作品。“オカルト異世界ばなし”. 竹書房コミックエッセイcafe. 2025年7月4日閲覧。
原作の角由紀子はオカルト情報サイト「TOCANA」を創設し編集長を務めたオカルト研究家で、グラハム子は女性向けコミックエッセイを得意とする漫画家。4コマと漫画形式でリアルな体験をユーモラスに再構成する。

## あらすじ
オカルト研究家による取材を通じて集められた心霊現象、UFO、予言、都市伝説などの体験談を、コミカルでありながらリアルに漫画化。読者を“異世界”的な体験へ誘うエピソード集となっている。

## 書誌情報
- 角由紀子（原作）グラハム子（作画）『オカルト異世界ばなし』 竹書房〈バンブーエッセイセレクション〉、既刊3巻（2025年6月26日現在）
  1. 2023年10月5日発売[3]、ISBN 978-4-8019-3736-9
  2. 2024年10月24日発売[4]、ISBN 978-4-8019-4187-8
  3. 2025年6月26日発売[5]、ISBN 978-4-8019-4521-0